# Dobošnica

## Povijest
Dobošnica se u pisanim aktima spominje još 1533 u podacima Džemata mustahfizma tvrđave Sokol u turskom popisu u kome se kaže da:  „Selo Dubareštica (Dobošnica) pripada Smolući i da ima 19 muslimanskih kuća i 32 hrišćanskih kuća“. Period turske vladavine koji traje jako dugo od 1463. do 1878. godine, praćen je velikim promjenama, koje su se odrazile u svim domenima života. Srednja Dobošnica dobiva džamiju oko 1640. godine koja je u cijelosti bila napravljena od hrastovih dasaka, međutim ona je srušena 1971. godine. Kada je srušena u njenim temeljima nađen je kameni blok na kome je urezan krst. To je znak »krstjana« pripadnika »crkve bosanske«. Brdo iznad stare džamije i danas se zove Krst.
Padom turske vladavine u ove krajeve dolazi nova Austro-ugarska vlast koja je prvenstveno pogodila seljake ovoga kraja. Nedirnuta bogatstva postala su plijen njemačkih i mađarskih kapitalista. Promjene su naročito ubrzane izgradnjom i puštanjem u promet (29. travnja 1886.) željezničke pruge uskog kolosijeka Tuzla-Doboj. Dobošnica Donja dobiva i svoju željezničku stanicu. Započinje izgradnja Tuzlanskog industrijskog bazena što utiče na razvijanje kapitalističkog uređenja ali i na pojavu prve radničke klase. Siromašni ljudi iz Dobošnice odlaze na državne radove – izgradnja željezničke pruge, Fabrike sode, rudnika Kreka... Radni dan je dug 12, 14 pa i čak 16 sati, naši ljudi su bili nekvalificirana radna snaga pa su i zarade bile male.
Prvi svjetski rat zahvatio je i ove krajeve, mobilizirani su i oni koji nisu bili vojni obveznici i to za prijevoz sa zapregama logistike iz Tuzle prema Drini. Kao zarobljenici na ruskom frontu pojedini Dobaščani bili su svjedoci Oktobarske revolucije. Među njima izdvojit ćemo samo neke: Murselović Osman, Garagić Ibro, Hamzić Ahmet, Hasanović Hasan i drugi.  
Povratnici iz rusije ovdje će zateći već stvorenu jedinstvenu jugoslavensku državu, ali će se ubrzo razočarati. Škole nije bilo, obrada zemljišta bila je primitivna a prihodi mali. Rekord je bio 75 kg. Kukuruza po dulumu. Jela se uglavnom kukuruzna proja ali i nje u većini domova nije bilo dovoljno. Također se mljela raž, ječam i zob i od te mješavine je se pekao hljeb. Ovaj hljeb prema sjećanju starijih bio je sladunjav i ukusan. Kuće su se pravile od drveta ili u kombinaciji cigle i drveta, koje su bile različite po veličini i jasno određivale imovinsko stanje porodice. Spavalo se na podu a kada bi zima bila jača unosili su slamu, bogatiji ljudi su imali „hasure“. Glavni muški odjevni predmet bila je lanena, do koljena duga košulja. Putevi su bili bili uski i krivudavi bez kamene podloge i za vrijeme kišnih dana skoro neprohodni.
Preobražaj i razvoj Dobošnice počeo je nekako pred sami početak II svjetskog rata kada se sjedište nekadašnjeg sela, seoskog džemata – općine, s brda kod stare džamije, počelo premještati na lokaciju sadašnjeg doboščanskog centra tj. Na ondašnju željezničku stanicu i raskrsnicu dva glavna puta kroz Dobašnicu. 1939 godine otvorena je osnovna škola u Dobošnici tako da djeca više nisu morala ići u čak u Puračić u osnovnu školu. Škola je u drugom svjetskom ratu služila kao partizanska bolnica, da bi izgradnjom nove osmogodišnje škole to postala mjesna ambulanta. 15 aprila 1941. godine njemačka vojska prošla je kroz Dobošnicu i tom prilikom razoružala jednu vojnu jedinicu koja se u svom povlačenju zatekla u Dobošnici. Veliki broj stanovnika stupa u redove partizana i prvo oslobođenje Dobošnice uslijedilo je već 1. oktobra 1943. godine, ali su ju Nijemci ponovo zauzeli par mjeseci kasnije. Konačno oslobođenje Dobošnice uslijedilo je 13. septembra 1944. godine.
Nastupa ubrzani razvoj Dobošnice tako da je već 1948. godine izgrađen Dom kulture i to u cijelosti dobrovoljnim radom. On postaje sjedištem kulturnih i drugih aktivnosti. Izgradnjom kolske radionice za popravak željezničkih vagona 1950. godine, Dobošnica poprima karakter radničkog naselja jer tu svoj posao nalazi oko 300 radnika. To je bio razlog da većina stanovništva postepeno napusti poljoprivredu. U sklopu kolske radionice podižu se i tri stambene zgrade za potrebe radnika. Već 1952. godine staru uskotračnu prugu zamijenila je pruga normalnog kolosijeka, ali je se i željeznička stanica pomakne za oko kilometar od centra sela. 16. jula. 1955. godine osnovano je i vatrogasno društvo koje je u periodu svog postojanja imalo više značajnih akcija u kojima je uspješno učestvovalo. U oktobru 1969. godine otvorena je nova osmogodišnja škola koje je svečano otvorio naš istaknuti književnik Meša Selimović. Usporedo sa školom nikli su i novi stambeni objekti za potrebe prosvjetnih radnika. 1974 godina ostat će urezana u sjećanje Doboščana po dvije stvari: uvođenju vodovoda i razornom zemljotresu koji je iz temelja potresao Dobošnicu. U toj stihiji stradali su mnogi stambeni objekti, mnoge kuće su porušene a stradao je i stari dom kulture. To je u mnogome zaustavilo vrtoglavi razvoj ovog mjesta. Trebalo je čak 10 godina da prođe da bi građani uspjeli sredstvima tadašnjeg mjesnog samodoprinosa izgrade novi Dom kulture i asfaltiraju dio puta kroz zaselak Hamzići do Dobošnice Gornje. Svečano otvorenje uslijedilo je za 1 maj – praznik rada.
```
   Uslijedio je vrtoglavi rast Dobošnice koji je ponovo zaustavljen do sada po Dobošnicu najvećom katastrofom. Točno 19. maja. 1992. godine četničke snage sa ozrena izvršile su agresiju na naše mjesto. Naši sugrađani su uspjeli da se brzo organiziraju i zaustave četničke snage u napredovanju. Doboščani su se nalazili na dva fronta, ozrenskom i smolućkom. Crni oblaci nadvili su se nad Dobošnicom 29. augusta 1992. godine, kada je probijena naša linija odbrane, selo popaljeno do temelja a mnogi građani ubijeni. Ovo je bila najveća tragedija otkako ovo mjesto postoji. Mnogi su bili pesimisti i govorili su da se ovo mjesto nikada više neće moći izgraditi i da nikada više neće imati onu svoju ljepotu. 
```

Međutim Dobošnica je baš i kao ona mitološka ptica Feniks koja se iz pepela rađa smogla snage i odmah po završetku rata počela je ponovnu obnovu. Od 750 kuća koje su tom prilikom popaljenje obnovljene su skoro sve, stanovništvo se ponovno vratilo u svoje domove. Dobošnici je vraćen onaj čaršijski duh koji je ona vijekovima imala. Nastavljena je njena daljnja izgradnja, počela je izgradnja trotoara kroz mjesto, tako da bi ona u skoroj budućnosti mogla vratiti stari sjaj i ljepotu po čemu je bila nadaleko poznata.

## Zemljopis
Zemljopisno, Dobošnica Donja se na Zemlji nalazi na 44. stupnju i 35. minuti sjeverne geografske širine i 18. stupnju i 30 minuta istočne geografske dužine. Smještena je na desnoj obali rijeke Spreče i na istočnim obroncima Trebavca (651 m nadmorske visine), čije je najveće brdo Ratiš, koje zatvara Mjesnu zajednicu Dobošnica Donja sa sjevera. 
Od brda Ratiša, uglavnom prema jugu, protežu se dva skoro paralelna grebena, koji se kod Dobošnice donje gube u Sprečko polje, koje predstavlja najniže zemljište u ovom kraju (100 metara iznad morske razine). Između ova dva grebena teče rijeka Kruševac (ratiška rijeka) koja je usjekla usku dolinu. Zapadni greben stanovnici zovu Previle a istočni Strane. 
Dobošnica Donja sa sjevera graniči s Kruševicom i Gornjom Dobošnicom (Mahala), s istoka selima Smolućom, Šikuljama i Prlinama, s juga s rijekom Sprečom i sa zapada selom Gnojnica. Ovako omeđena Dobošnica Donja ima površinu od 12 km2, a u njoj (po popisu stanovništva prije rata) živjelo je 3702 stanovnika u 947 kuće. Sada je broj stanovnika negdje oko 3600 dok se u inozemstvu nalazi negdje oko 500 stanovnika ove MZ, iako točni podaci nisu poznati.

## Za vrijeme rata 92-95
Tužno je zaista to, što će šira javnost tek putem ovoga teksta, saznati da se u mjestu Dobošnica Donja kod Lukavca desio monstruozni zločin u kome su četnici mučki ubili 37 bošnjačkih civila. Tužno je i to što za taj zločin, čini se, nikada niko neće odgovarati.
A dokazi postoje:
„Sva pronađena dokumentacija proslijeđena je Institutu za istraživanje ratnih zločina u Sarajevu. Ne znam što se ne pokreće istraga“ pita se Atif Kuljundžić, član ratnog pres-centra u Lukavcu.
Istina neki podaci o tom zločinu objavljivani su krajem 1992. godine u nekim lukavačkim novinama.
„Snage agresora su 26. augusta bočno osigurale uspostavljeni koridor i počele pripreme za evakuaciju Srba iz lukavačkog sela Smoluća. Usput su sa seljacima i četnicima iz ozrenskih sela pljačkale, palile i ubijale sve ono što je ostalo u Dobošnici. U napadu na Dobošnicu, kada je osim 37 ubijenih civila, zapaljeno 750 porodičnih kuća, učestvovale su i srbijanske snage predvođene niškim specijalcima. Dokaz za učešće srbijanskih snaga lako je pronaći.
Naime kompletna akcija je snimana, a kaseta se mogla kupiti u ratu i nakon rata u Njemačkoj. Videokaseta postoji i nju je kupilo nekoliko Bošnjaka iz Dobošnice. Na njima se jasno može vidjeti ubijanje civila kao i paljenje kuća. Jednostavno se kompletna istraga može završiti nakon što se pogledaju ti snimci.
Stravične prizore tri dana nakon akcije u Dobošnici zabilježili su i snimatelji Armije BiH. Kasete su predane tuzlanskom arhivu. Kasnije su, kako tvrde pojedini ljudi, uposlenici arhiva te kasete presnimavali i švercali ih na zapad. Dio tih snimaka upućen je i Kantonalnom tužilaštvu Tuzla, a kasnije Tužilaštvu BiH, međutim istraga nikada nije pokrenuta.

## Stanovništvo
| Dobošnica          |                |                |                |
| godina popisa      | 1991.          | 1981.          | 1971.          |
| Muslimani          | 3.438 (93,75%) | 3.508 (94,75%) | 2.864 (98,14%) |
| Srbi               | 32 (0,87%)     | 49 (1,32%)     | 16 (0,54%)     |
| Hrvati             | 9 (0,24%)      | 4 (0,10%)      | 2 (0,06%)      |
| Jugoslaveni        | 108 (2,94%)    | 130 (3,51%)    | 7 (0,23%)      |
| ostali i nepoznato | 80 (2,18%)     | 11 (0,29%)     | 29 (0,99%)     |
| ukupno             | 3.667          | 3.702          | 2.918          |

## Vanjske poveznice
- glosk.com: Dobošnica  Arhivirana inačica izvorne stranice od 22. kolovoza 2007. (Wayback Machine)

http://www.dobosnica.ba/index.php?option=com_frontpage&Itemid=1